# اینجا خانه شماست، این خانه من است
اینجا خانه شماست، این خانه من است (به هندی: Yeh Teraa Ghar Yeh Meraa Ghar) فیلمی محصول سال ۲۰۰۱ و به کارگردانی پریادارشان است. در این فیلم بازیگرانی همچون سونیل شتی، ماهیما چودری، پارش راوال، سوهاسینی مولای، نیراج وورا، سراب شوکلا، آنجان سیرواستاو، آسرانی و ناگما ایفای نقش کرده‌اند.